# San Joaquin, Iloilo

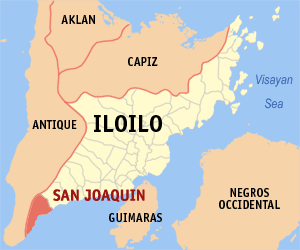
Bản đồ Iloilo với vị trí của San Joaquin

San Joaquin là một đô thị hạng 2 ở tỉnh Iloilo, Philippines. Theo điều tra dân số năm 2007 của Philipin, đô thị này có dân số 50.102 người.

## Các đơn vị hành chính
San Joaquin được chia ra 85 barangay.
| - Amboyu-an - Andres Bonifacio - Antalon - Bad-as - Bagumbayan - Balabago - Baybay - Bayunan (Panday Oro) - Bolbogan - Bulho - Bucaya - Cadluman - Cadoldolan - Camia - Camaba-an - Cata-an - Crossing Dapuyan - Cubay - Cumarascas - Dacdacanan - Danawan - Doldol - Dongoc - Escalantera - Ginot-an - Huna - Igbaje - Igbangcal - Igbinangon | - Igburi - Igcabutong - Igcadlum - Igcaphang - Igcaratong - Igcondao - Igcores - Igdagmay - Igdomingding - Iglilico - Igpayong - Jawod - Langca - Languanan - Lawigan - Lomboy - Lopez Vito - Mabini Norte - Mabini Sur - Manhara - Maninila - Masagud - Matambog - Mayunoc - Montinola - Nagquirisan - Nadsadan - Nagsipit | - New Gumawan - Panatan - Pitogo - Purok 1 - Purok 2 - Purok 3 - Purok 4 - Purok 5 - Qui-anan - Roma - San Luis - San Mateo Norte - San Mateo Sur - Santiago - Sinogbuhan - Siwaragan - Lomboyan (Santa Ana) - Santa Rita - Talagutac - Tapikan - Taslan - Tiglawa - Tiolas - To-og - Torocadan - Ulay - Bonga - Guibongan Bayunan |